# Hoon Lee
Tong Hoon Lee (Plymouth, 18 luglio 1973) è un attore e doppiatore statunitense.

## Filmografia parziale

### Attore

#### Cinema
- Salvare la faccia (Saving Face), regia di Alice Wu (2004)
- I padroni della notte (We Own the Night), regia di James Gray (2007)
- Scusa, mi piace tuo padre (The Oranges), regia di Julian Farino (2011)
- Senza freni (Premium Rush), regia di David Koepp (2012)
- Mulan, regia di Niki Caro (2020)

#### Televisione
- Sex and the City – serie TV, episodio 6x11 (2003)
- Law & Order - I due volti della giustizia (Law & Order) – serie TV, episodio 16x21 (2006)
- Fringe – serie TV, episodio 1x05 (2008)
- White Collar – serie TV, episodio 1x06 (2009)
- Blue Bloods – serie TV, episodio 1x08 (2010)
- Banshee - La città del male (Banshee) – serie TV, 37 episodi (2013-2016)
- The Blacklist – serie TV, episodio 1x16 (2014)
- Outcast – serie TV, 7 episodi (2017)
- Bosch – serie TV, 4 episodi (2017-2018)
- Iron Fist – serie TV, episodi 1x06-2x02 (2017-2018)
- Warrior – serie TV, 27 episodi (2019-2023)
- NCIS: New Orleans - serie TV, episodio 5x15 (2019)
- See – serie TV, 8 episodi (2021)
- DMZ – miniserie TV, 4 puntate (2022)
- Your Friends & Neighbors, serie TV (2025)

### Doppiatore
- Teenage Mutant Ninja Turtles - Tartarughe Ninja (Teenage Mutant Ninja Turtles) – serie animata, 77 episodi (2012-2017)
- Rise of the Teenage Mutant Ninja Turtles - Il destino delle Tartarughe Ninja (Rise of the Teenage Mutant Ninja Turtles) – serie animata, 5 episodi (2019-2020)
- Devil May Cry – serie animata (2025)

#### Videogiochi
- Grand Theft Auto: San Andreas (2004)
- Grand Theft Auto IV: The Lost and Damned (2009)
- Homefront (2011)
- Teenage Mutant Ninja Turtles (2013)
- Teenage Mutant Ninja Turtles: Danger of the Ooze (2014)

## Doppiatori italiani
Nelle versioni in italiano delle opere in cui ha recitato, Hoon Lee è stato doppiato da:
- Andrea Lavagnino in Blue Bloods, Your Friends & Neighbors
- Nanni Baldini in Banshee - La città del male, Outcast
- Gino Manfredi in White Collar
- David Chevalier in Bosch (ep. 1x06)
- Francesco Meoni in Bosch (st. 4)
- Francesco Bulckaen in Warrior
- Fabrizio Russotto in NCIS: New Orleans

Da doppiatore è sostituito da
- Massimo Lodolo in Devil May Cry